# كلوريد السيريوم الثلاثي
 كلوريد السيريوم الثلاثي أو ثلاثي كلوريد السيريوم مركب كيميائي له الصيغة CeCl3، ويكون على شكل بلورات بيضاء.

## الخواص
- يشير الاسم إلى أن حالة أكسدة فلز السيريوم هنا +3.
- ينحل كلوريد السيريوم الثلاثي بشكل جيد في الماء والإيثانول وبشكل ناشر للحرارة.
- لمركب كلوريد السيريوم الثلاثي خاصية الاسترطاب حيث يشكل هيدرات سباعية CeCl3.7 H2O وهي بلورات عديمة اللون تنحل بشكل جيد جداً في الماء والإيثانول. يؤدي تسخين هذه البلورات إلى فقدان الماء البلوري بدءاً من حوالي 90°س، وتعود إلى الشكل الخالي من الماء عند 230°س.

## التحضير
يحضر كلوريد السيريوم الثلاثي مخبرياً من عملية حل فلز السيريوم في حمض هيدروكلوريك (حمض كلور الماء) حسب المعادلة:
Ce + 3HCl → CeCl3 + 3/2H2

## الاستخدامات
- يستخدم كلوريد السيريوم الثلاثي كركازة (مادة ينطلق منها في التفاعلات الكيميائية) من أجل تحضير مركبات السيريوم الأخرى.
- يستعمل CeCl3 كحفاز من أجل بلمرة الأوليفينات